# Patou (maison de mode française)
Cet article concerne la maison Patou. Pour son fondateur, voir Jean Patou.
La maison Patou, anciennement Jean Patou ou Jean Patou Paris, est une maison de mode, ancienne maison de haute couture et parfumerie, créée au début du XXe siècle par le couturier et parfumeur Jean Patou dont l’activité couture fut initialement arrêtée en 1987.
La société Jean Patou fut achetée, en 2001, par le groupe Procter & Gamble puis, en 2011, par le groupe Designer Parfums Ltd.
En septembre 2018, le groupe LVMH annonce un partenariat stratégique avec Designer Parfums Ltd, assimilant des parts majoritaires dans le portefeuille Jean Patou. Dès l'annonce du partenariat, LVMH fait disparaître le légendaire JOY (« le parfum le plus cher du monde ») pour en réattribuer le nom à une nouveauté chez Dior, et relance l’activité couture de la marque, rebaptisée « Patou », et nomme Guillaume Henry à la direction artistique.
La maison Patou / Jean Patou fait partie du Comité Colbert.

## Historique

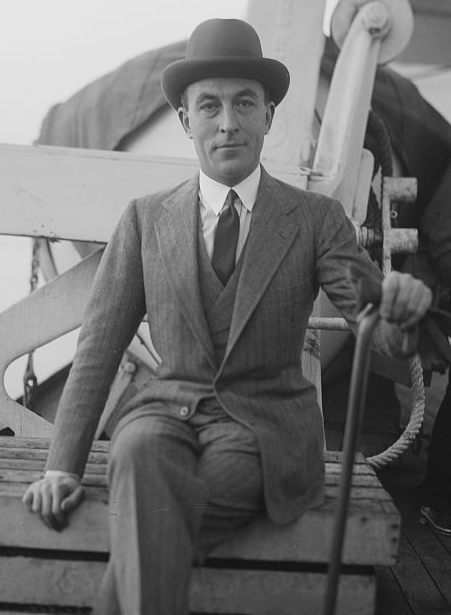
Jean Patou vers la fin des années 1910.

C'est en 1914 que Jean Patou, alors âgé de 27 ans, ouvre sa maison de haute couture à Paris au numéro sept de la rue Saint-Florentin dans un ancien hôtel particulier.
En 1923, avec son beau-frère Raymond Barbas, le mari de Madeleine Patou, Jean Patou crée la division parfums de sa société de couture. Le premier « nez » en sera Henri Alméras, un parfumeur de Grasse. Jean Patou meurt prématurément en 1936 et c'est Raymond Barbas qui devient président de la maison Jean Patou.
En 1954, Marc Bohan rejoint la maison Jean Patou en tant que designer, il la quitte en 1958 pour rejoindre la branche londonienne de Dior. En février 1955 est immatriculée une société Jean Patou
En 1965, Angelo Tarlazzi entre chez Jean Patou comme assistant du directeur artistique Michel Goma. Il part 3 ans plus tard pour New York et revient en 1972 pour succéder à Michel Goma en tant que Directeur Artistique de la haute couture, du prêt-à-porter et des accessoires.
En 1971, Jean Paul Gaultier entre comme apprenti chez Jean Patou où il travaille avec Michel Goma puis Angelo Tarlazzi, il y reste deux ans.
En 1981 est immatriculée la société Jean Patou Parfumeur, Christian Lacroix rejoint l'entreprise et il y obtient un dé d'or en 1986, il quitte Jean Patou en 1987 pour travailler avec Bernard Arnault. En septembre 1985 est immatriculée la société en nom collectif Jean Patou Couture et Compagnie.
En 1987, l'activité haute couture est arrêtée. La même année, la maison Jean Patou lance une ligne d’accessoires dont la direction artistique est confiée à Peggy Huynh Kinh.
En mars 1994 la société Jean Patou Parfumeur est radiée. En novembre 1996 la société Jean Patou Couture et Compagnie est radiée.
Le 13 septembre 2001, la société américaine Procter & Gamble achète les actifs de la société anonyme Jean Patou Parfumeur relatifs à la fabrication et à la distribution des produits Jean Patou et Lacoste, qui sont incorporés à sa division « Prestige beauté » basée à Genève en Suisse. En juillet 2002 la société Jean Patou est radiée.
En 2004, la maison Jean Patou Parfums ouvre une boutique de prestige rue de Castiglione à Paris.
La maison Jean Patou exploite des champs de fleurs dans le pays grassois comme le fait également la maison Chanel. Elle est le deuxième plus gros consommateur de jasmin naturel au monde. Depuis 2004, Jean Patou Paris propose une nouvelle activité de Haute Parfumerie[précision nécessaire] : Le Parfum-Couture, qui consiste à créer une fragrance de toutes pièces, à la demande de ses clientes, à la manière de la haute-couture. C'est lors d'un parcours olfactif en Limousine dans Paris que Jean-Michel Duriez recueille les demandes de sa cliente. Puis le parfum est créé dans un délai de 6 à 12 mois.[réf. nécessaire]
En 2011, la marque Jean Patou est acquise par Designer Parfums Ltd, une société anglo-indienne, basée à Watford et propriété de la famille Mehta qui préside la holding Shaneel Enterprises Ltd.
En juillet 2017, en vue de la reprise partielle de la marque par le groupe LVMH, la société actuelle Jean Patou (parfums et mode) est immatriculée,. Le parfum JOY, étendard de la marque et connu depuis la crise de 1929 comme « le parfum le plus cher du monde », disparaît afin que le nom soit réattribué à une nouveauté chez Dior. Les autres parfums de la marque ont également été discontinués depuis. En septembre 2018, l'activité couture est relancée avec la nomination du styliste Guillaume Henry comme directeur artistique. La marque devient PATOU.

## Parfums Jean Patou

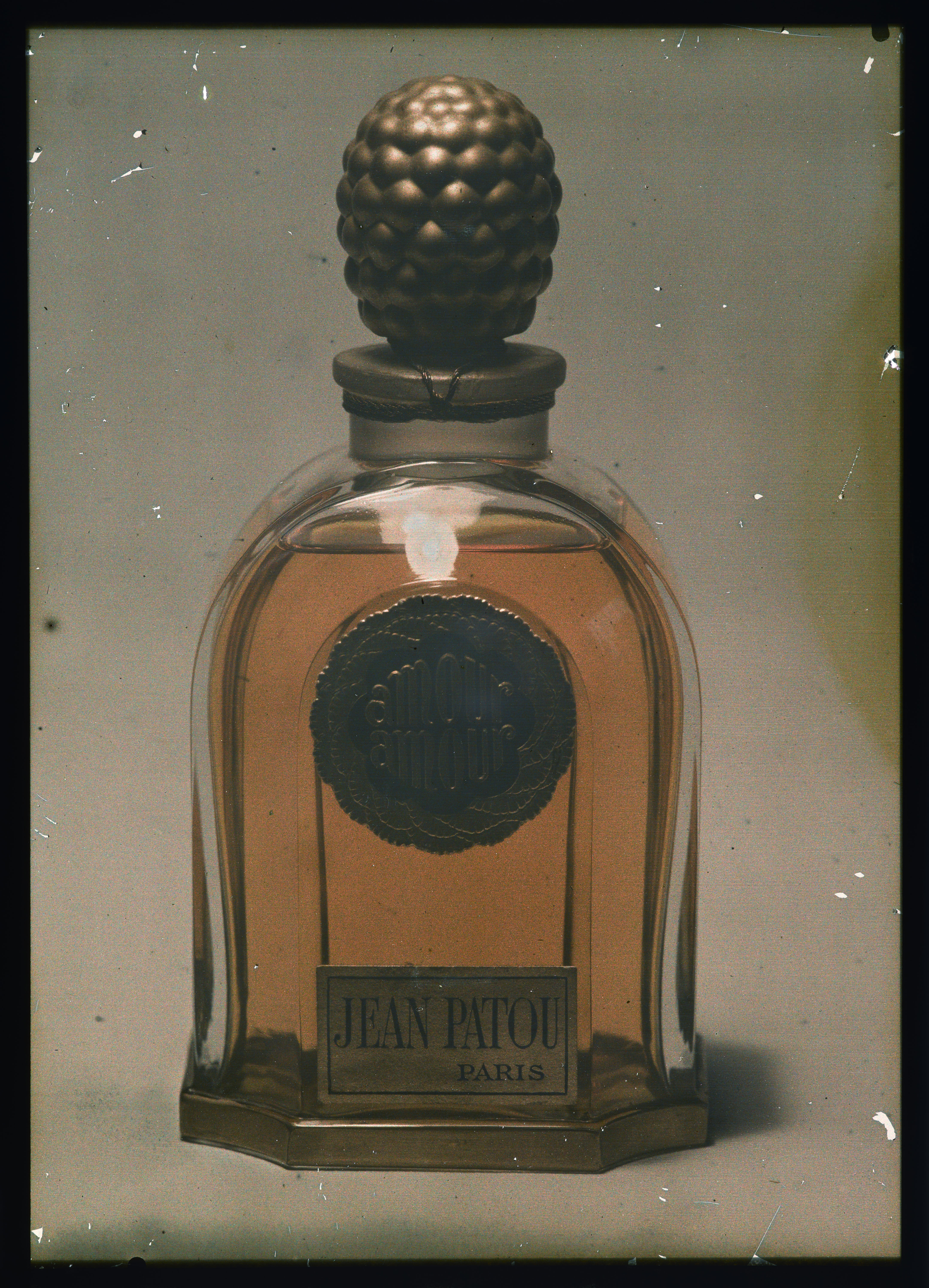
Amour-Amour par les frères Séeberger.

- 1925 : Amour-Amour, Que sais-je ? et Adieu sagesse
- 1929 : Moment Suprême
- 1930 : JOY
- 1935 : Normandie
- 1938 : Colony
- 1945 : L'Heure attendue
- 1955 : Eau de JOY
- 1956 : Lasso et Eau de cologne Monsieur Net
- 1964 : Câline
- 1972 : 1000
- 1976 : Eau de Patou
- 1980 : Patou pour Homme
- 1987 : Ma Liberté
- 1992 : Sublime
- 1995 : Voyageur
- 1998 : Un Amour de Patou
- 1998 : Patou For Ever
- 2000 : 2000 En Patou
- 2001 : Patou Hip
- 2001 : Patou Nacre
- 2002 : ENJOY
- 2006 : Sira des Indes

## Les nez de Jean Patou
- 1925 : Henri Alméras
- 1940 : Henri Giboulet
- 1968 : Jean Kerléo
- 1997 : Jean-Michel Duriez
- 2012 : Thomas Fontaine